# Saint-Symphorien-sur-Couze
Saint-Symphorien-sur-Couze – miejscowość i dawna gmina we Francji, w regionie Nowa Akwitania, w departamencie Haute-Vienne. W 2016 roku populacja ówczesnej gminy wynosiła 255 mieszkańców. 
W dniu 1 stycznia 2019 roku z połączenia trzech ówczesnych gmin – Roussac, Saint-Pardoux oraz Saint-Symphorien-sur-Couze – powstała nowa gmina Saint-Pardoux-le-Lac. Siedzibą gminy została miejscowość Roussac. 